# Veglio
Veglio (piemontiul: Vej) település Olaszországban, Piemont régióban, Biella megyében. Lakosainak száma 461 fő (2023. január 1.). Veglio Bioglio, Piatto, Campiglia Cervo, Tavigliano, Valdilana, Camandona, Sagliano Micca és Pettinengo községekkel határos.

## Népesség
A település lakossága az elmúlt években az alábbi módon változott:
| Lakosok száma | 485  | 478  | 461  |
|               | 2017 | 2018 | 2023 |